# August Hassack

August Hassack

August Hassack (* 1. August 1803 in St. Pölten; † 12. Jänner 1859 ebenda) war Apotheker, österreichischer Politiker und der siebte Bürgermeister von St. Pölten.

## Leben
August Hassack wurde 1803 als Sohn eines Händlers in St. Pölten geboren. Der gelernte Apotheker führte ab 1832 eine Apotheke in Ernstbrunn, bevor er 1833 die Apotheke Zum Goldenen Löwen erwarb. 1848 wurde er Hauptmann in der Nationalgarde, 1850 wurde er zum Bürgermeister von St. Pölten ernannt. In seiner Amtszeit verfügte er die Schleifung der Stadtmauern, er ließ ein Krankenhaus in der Schmidgasse sowie das Gericht und die Militärunterrealschule errichten. Je nach Quelle legte er im Dezember 1858 sein Amt gesundheitsbedingt nieder oder er war bis zu seinem Tod im Amt. Er verstarb 1859 in St. Pölten.

## Ehrungen
- August-Hassack-Straße ⊙ in St. Pölten